# スコット・スタップ

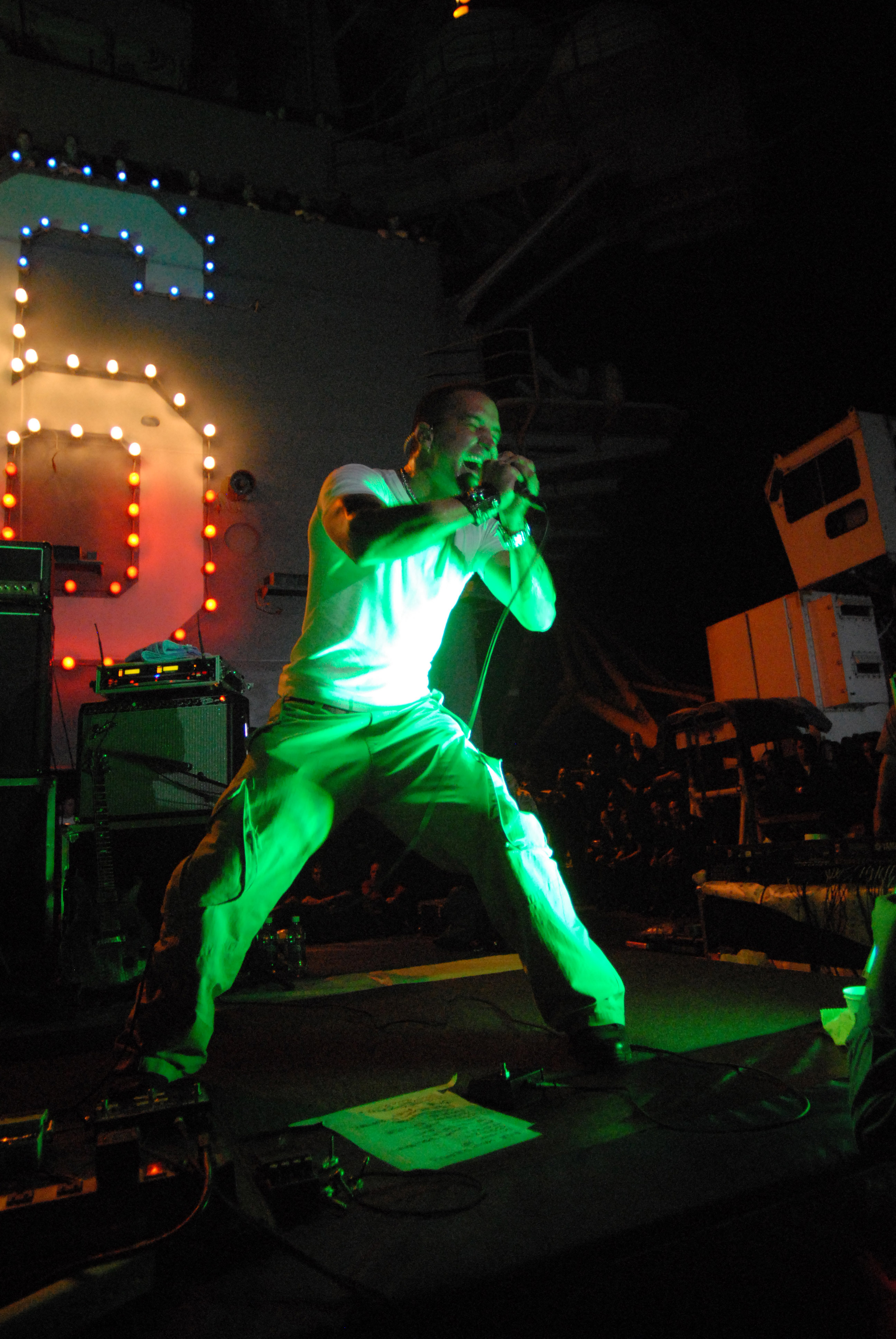
Scott Stapp
Gulf Of Oman (24 Sep 2008)

スコット・スタップ（Scott Stapp、1973年8月8日 - ）は、アメリカ、フロリダ州出身のロック・ミュージシャンであり、オルタネイティヴ・ハード・ロック・バンド「クリード (Creed)」のボーカリストでもある人物。

## 来歴
スコット・スタップは、オルタネイティヴ・ハード・ロック・バンドの「クリード (Creed)」のボーカリストとして1995年から2004年まで活動し、アルバムは全世界で3,500万枚以上のセールスを記録し、3枚のアルバムはいずれもマルチプル・プラチナ・アルバムに輝いた。2004年にクリードが解散した事によって2009年まではソロ・ロック・シンガーとして活動をしていたが、2009年にクリードがオリジナル・メンバーで再結成する事になり、同年10月には4枚目のオリジナル・アルバムが発売され、クリードでの活動もソロと平行して行う事になった。
クリード解散後にソロ活動をした際、2004年にはメル・ギブソンが監督で制作されたキリストを題材にした映画「パッション (原題：The Passion of the Christ)」のオリジナル・サウンド・トラックに「Relearn Love」という曲で参加し、2005年には最初のソロ・アルバムをワインド-アップ・レコーズから発表している。
妻はジュリア・ネシェワット大統領補佐官の姉。

## ディスコグラフィー

### ソロ・アルバム
- ザ・グレート・ディヴァイド (The Great Divide) - 発売日：2005年11月22日 (US)

Produced by: John Kurzweg
- プルーフ・オブ・ライフ (Proof of Life) - 発売日：2013年11月5日
- ザ・スペース・ビドウィーン・ザ・シャドゥズ (The Space Between the Shadows) - 発売日：2019年7月19日

### クリードでのアルバム
- マイ・オウン・プリズン  (My Own Prison) - 発売日：1997年6月18日 (US)

Produced by: John Kurzweg
- ヒューマン・クレイ  (Human Clay) - 発売日：1999年9月28日 (US)

Produced by: John Kurzweg
- ウェザード  (Weathered) - 発売日：2001年11月20日 (US)

Produced by: John Kurzweg
- グレイテスト・ヒッツ  (Greatest Hits) - 発売日：2004年11月22日 (US)

Produced by: John Kurzweg
- フル・サークル (Full Circle) - 発売日：2009年10月27日 (US)、2009年11月7日 (CAN)、2009年12月2日 (JPN)

Produced by: Howard Benson
- クリード・ライヴ  (Creed Live) - 発売日：2009年12月8日 (US)